# Luis Fernando Rodríguez Lomelí
Luis Fernando Rodríguez Lomelí (Tecomán, Colima, 22 de mayo de 1978). Es un político mexicano, miembro del Partido Acción Nacional, es Senador por el estado de Colima a partir del 27 de febrero de 2009.
Luis Fernando Rodríguez Lomelí es Médico Veterinario. Durante la presidencia municipal de Elías Martínez Delgadillo en Tecomán, fue director de Eventos Especiales, siendo además regidor suplente en el periodo 2003 a 2006. Este último año fue postulado como candidato a senador suplente por el estado de Colima, siendo la candidata propietaria Martha Sosa Govea, logrando el triunfo en la elección. El 24 de febrero de 2009 Martha Sosa Govea solicitó licencia a su curul, al ser postulada el día anterior candidata a Gobernadora de su estado, en consecuencia fue llamado a suplirla rindiendo protesta de ley el 27 de febrero.